# Jean Gaudon
Pour les articles homonymes, voir Gaudon.

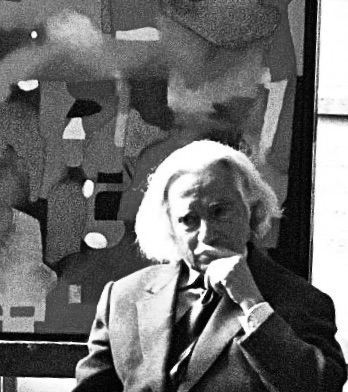
Jean Gaudon dans l'atelier de Roland Bierge.

Jean Gaudon, né le 29 mai 1926 à Lyon et mort le 27 mars 2019 à Paris, est un critique littéraire et écrivain français.
Professeur de littérature moderne et contemporaine, il est spécialiste de l'œuvre de Victor Hugo et tout particulièrement de sa correspondance.

## Biographie
Jean Achille Maurice Gaudon est docteur ès lettres après avoir soutenu une thèse, en 1969, sur Le temps de la contemplation l'œuvre poétique de Victor Hugo des «Misères» au «Seuil du gouffre» (1845-1856). Sa carrière de professeur de littérature se déroule d'abord à Londres où il est professeur de littérature française à Royal Holloway College. Il est ensuite professeur de littérature française moderne à l'Université Yale de 1970 à 1980. Il termine sa carrière universitaire en 1991, en qualité de professeur de littérature moderne et contemporaine, à l'Université de Paris XII-Val-de-Marne.
En Angleterre il  rencontre la Britannique Sheila, également professeur de littérature française. Ensemble ils ont acquis (l'Université de Yale leur a accordé un budget pour cela), recopié, lu, commenté des correspondances de Victor Hugo.  
Jean Gaudon dirige le groupe de recherches pour l’édition de la correspondance générale de Victor Hugo.

## Récompenses
- Prix Broquette-Gonin, 1970, de l'Académie française pour Victor Hugo, le temps de la contemplation
- Prix Bordin, 1985,  de l'Académie Française pour Victor Hugo, le temps de la contemplation[4]

## Publications

### Romans
- Une passion en Bavière, Paris, 1979, ed. Grasset, 219 p.
- L'Embarras incertain ou le Hollandais, Paris, 1976,  Mercure de France, 207 p.

### Sur Victor Hugo

#### Essais, critiques
- Le temps de la contemplation, l'œuvre poétique de Victor Hugo des «Misères» au «Seuil du gouffre» (1845-1856)', Paris, Flammarion, 1969, 627 p.
- Victor Hugo et le théâtre, stratégie et dramaturgie, 2008, Cazaubon, Eurédit, 202 p.
- Hugo, 1802-1885,  Paris, 2002,  ADPF, Association pour la diffusion de la pensée française, 84 p.

#### Préfaces, éditions, expositions
- "Odes et ballades : Les Orientales". Chronologie et introduction, Paris, 1968, Garnier-Flammarion, 444 p.
- Lettres à Victor Hugo, 1833-1882 de Juliette Drouet, Paris, 1985,  Har-Po, 210 p. et Correspondance Victor Hugo-Juliette Drouet (1833-1883). Publication revue et augmentée des Lettres à Juliette Drouet, suivi de Le Livre de l'anniversaire, et de Lettres à Victor Hugo, 2001, Fayard-Fondation La Poste, 2 vol. 364 p. et 392 p.
- Correspondance familiale et écrits intimes 1, 1802-1828, préface de Jean Gaudon ; [publié sous la direction de Jean Gaudon, Sheila Gaudon et Bernard Leuilliot] Paris, 1988, Ed. Laffont et coll. « Bouquins », 1991 et 1998, 2 tomes.
- Les contemplations, préface, commentaires, et notes, Paris, 1985, Librairie Générale Française
- La Légende des siècles, introduction, chronologie et bibliographie, Paris, 1974, Garnier frères
- Œuvres complètes de Victor Hugo édition chronologique sous la direction de Jean Massin, tomes IX, XI, XIV, XVIII, 1968, Le Club français du Livre. cop.
- Lettres, Victor Hugo, Victor Schoelcher, 2000, Flohic, 267 p.
- Ce que disent les tables parlantes , Victor Hugo à Jersey,  présentation, Paris, 1963, J.-J. Pauvert, 106 p.
- Victor Hugo, grandes œuvres, grandes causes , exposition présentée au musée Victor Hugo de Villequier, 27 juin-30 septembre 1988 ; texte imprimé Musées départementaux de Seine-Maritime 1988, Lecerf-Rouen-offset.